# 상주 갑장사 삼층석탑
상주 갑장사 삼층석탑(尙州 甲長寺 三層石塔)은 대한민국 경상북도 상주시 지천동, 갑장사에 있는 고려시대의 삼층석탑이다. 1985년 8월 5일 경상북도의 문화재자료 제125호로 지정되었다.

## 개요
갑장사 법당 앞마당에 서 있는 탑으로, 1층 기단(基壇) 위에 3층의 탑신(塔身)을 올리고 있다.
기단과 탑신의 몸돌에는 기둥 모양의 조각을 하였다. 지붕돌은 네 귀퉁이가 살짝 치켜올라갔으며, 밑면에는 층마다 3단의 받침을 두었다. 꼭대기에는 노반(露盤:머리장식받침)과 복발(覆鉢:엎어놓은 그릇모양의 장식)이 한돌로 조각되어 머리장식을 하고 있다.
돌을 다듬은 솜씨가 세련되지 못하고, 기단이 1층으로 줄어든 점 등으로 보아 고려시대에 세운 것으로 보인다.

## 참고 자료
- 갑장사삼층석탑 - 국가유산청 국가유산포털